# Herpis fuscovittata
Herpis fuscovittata är en insektsart som beskrevs av Stsl 1862. Herpis fuscovittata ingår i släktet Herpis och familjen Derbidae. Inga underarter finns listade i Catalogue of Life.